# تپه بنیاد للدوین
تپه بنیاد للدوین مربوط به دوران پیش از تاریخ ایران باستان تا دوران‌های تاریخی پس از اسلام است و در شهرستان گرگان، بخش مرکزی، روستای للدوین واقع شده و این اثر در تاریخ ۱۰ خرداد ۱۳۸۲ با شمارهٔ ثبت ۸۷۹۷ به‌عنوان یکی از آثار ملی ایران به ثبت رسیده است.